# 고분유
고분유(일본어: 黄文雄, 중국어 간체자: 黄文雄, 정체자: 黃文雄, 병음: Huáng Wènxióng 황원슝[*] 1938~2024년)는 타이완 가오슝(高雄) 출신의 친일 작가이자 평론가이다. 1964년에 일본에 유학한 이후로 일본에 산다. 다쿠쇼쿠 대학 일본문화연구소 소장이며, 대만독립건국연맹 일본지부장이자 일본 우익신생정당인 유신정당 신풍의 강사를 맡고 있다.
친일활동을 계속해 왔으며 일본으로 귀화한 한국인 고젠카(吳善花)와 더불어, 일본 우익이 가장 자주 내세우는 외국인이다.

## 주요 주장
친일·반중의 관점에서 중화인민공화국과 조선민주주의인민공화국 그리고 중화민국에 부정적이며, 대만과 한국에 대한 일본 식민지배를 일본의 은공으로서 적극 긍정하고 있다. 중일전쟁도 일본의 침략전쟁이 아니라고 부정하며, 일본의 전쟁범죄도 대부분 부정하고 있다.

## 주요 저서
- 만주국은 일본의 식민지가 아니었다(満州国は日本の植民地ではなかった)
- 중일전쟁은 침략이 아니다(日中戦争は侵略ではなかった)
- 근대중국은 일본이 만들었다(近代中国は日本がつくった)
- 추한 중국인(醜い中国人)
- 날조된 쇼와사(捏造された昭和史)
- 중화사상의 올가미에 빠진 일본(中華思想の罠に嵌った日本)
- 한국은 일본인이 만들었다(韓国は日本人がつくった)
- 대만은 일본인이 만들었다(台湾は日本人がつくった)
- 일본인이 대만에 전파한 무사도 정신(日本人が台湾に遺した武士道精神)
- 중일전쟁의 알려지지 않은 진실(日中戦争知られざる真実)
- 만주국의 유산(満州国の遺産)
- 까불지마 중국인 당황하지마 일본인(つけあがるな中国人うろたえるな日本人)
- 어디까지 중국에 계속 먹힐 것인가(どこまで中国に喰われ続けるのか)
- 중국이 일본에 이길 수 없는 일곱가지 이유(中国が死んでも日本に勝てない7つの理由)
- 역사에서 사라진 일본인의 미덕(歴史から消された日本人の美徳)
- 중국・한국의 반일역사교육의 폭주(中国・韓国の反日歴史教育の暴走)
- 반일교육을 부추기는 중국의 대죄(反日教育を煽る中国の大罪)
- 혐중론-세계로부터 미움받는 중국(嫌中論―世界中から嫌われる中国)
- 일본인으로부터 없어진 나라를 사랑하는 마음(日本人から奪われた国を愛する心。)
- 대만은 일본의 식민지가 아니었다(台湾は日本の植民地ではなかった)
- 만화 중국입문 성가신 이웃의 연구(マンガ中国入門 やっかいな隣人の研究)
- 한국・북한을 영원히 침묵시킬 100문 100답(韓国・北朝鮮を永久に黙らせる100問100答)
- 종군위안부 문제(「従軍慰安婦」問題)
- 중국・한국이 죽어도 가르치지 않는 근현대사(中国・韓国が死んでも教えない近現代史)
- 일본인이 모르는 중국인의 본성(日本人が知らない中国人の本性)
- 저주받은 중국인 - "중국식인사"의 중대한 의미(呪われた中国人―“中国食人史”の重大な意味)
- 일본식민지의 진실(日本の植民地の真実)
- 문명의 자살-도망칠수 없는 중국의 숙명(文明の自殺―逃れられない中国の宿命)
- 날조된 근현대사-일본을 올가매는 중국・한국의 덫(捏造された近現代史―日本を陥れる中国・韓国の罠)
- 일본을 속박하는 반일역사인식의 큰 거짓(日本を呪縛する「反日」歴史認識の大嘘)
- 중국이 오히려 일본에 사죄해야할 9가지의 이유-누구도 말하지 않는 "반일이권"의 진상(中国こそ逆に日本に謝罪すべき9つの理由―誰も言わない「反日」利権の真相)
- 교만한 중국 악몽의 이력서(驕れる中国 悪夢の履歴書)
- 중국이 묻은 역사의 새진실-날조된 중일근대사의 빛과 어둠(中国が葬った歴史の新・真実―捏造された「日中近代史」の光と闇)
- 한반도를 구원한 한일합방-언제까지 그들은 계속 "피해자"일 것인가(朝鮮半島を救った日韓併合―いつまで彼らは“被害者”を続けるのか)

## 같이 보기
- 대만 독립운동
- 행동하는 보수
- 세계평화통일가정연합
- 고젠카
- 스티브 유